# Kopfschmerztagebuch
Ein Kopfschmerztagebuch erleichtert dem Arzt die Diagnose wiederkehrender Kopfschmerzen, es dient der Überwachung einer Behandlung und kann helfen, mögliche Auslöser (Trigger) zu identifizieren. Ein Kopfschmerztagebuch kann zudem bei sozialrechtlichen Anträgen auf Nachteilsausgleich zum Beispiel zum Grad der Behinderung, zur verminderten Erwerbsfähigkeit oder zur Berufsunfähigkeitsrente als Beweismittel hilfreich sein.

## Aufbau
Die Vorschläge, welche Daten zu erfassen sinnvoll ist, variieren. Die Empfehlung »Alles muss ins Tagebuch« ist vom Prinzip her gut, jedoch kaum umzusetzen.
Daten, die in einem solchen Tagebuch erfasst werden können, sind beispielsweise:
1. Datum und Tageszeit
2. Art und Dauer des Kopfschmerzes
3. Ob man die Kopfschmerzen vorher „geahnt“ hat (Auftreten von Prodromi, die nicht mit Triggern zu verwechseln sind)
4. Begleiterscheinungen
5. Mögliche Auslöser (Trigger)
6. Angewendete Medikamente
7. Wirkung der Medikamente